# Fotbal Club Victoria Brănești
Fotbal Club Victoria Brăneşti foi um clube de futebol profissional romeno da cidade de Brăneşti que joga o Campeonato Romeno de Futebol.

## Títulos
Liga II:
- Campeões (1): 2009–10

Liga III:
- Campeões (1): 2008–09

Liga IV:
- Campeões (1): 2006–07

| N.º |         | Posição | Jogador            |
| --- | ------- | ------- | ------------------ |
| 1   | Roménia | G       | Alin Bordeanu      |
| 3   | Roménia | D       | Valentin Velicu    |
| 4   | Roménia | M       | Viorel Nicoară     |
| 5   | Roménia | D       | Sergiu Bar         |
| 6   | Roménia | D       | Eduard Nicola      |
| 7   | Roménia | A       | Andrei Vasilescu   |
| 8   | Roménia | D       | Dorinel Popa       |
| 9   | Roménia | A       | Cornel Coman       |
| 10  | Roménia | M       | Bogdan Oprea       |
| 11  | Roménia | A       | Alexandru Gego     |
| 14  | Roménia | A       | Valentin Alexandru |
| 17  | Roménia | M       | Vasile Olariu      |
| 18  | Roménia | M       | Daniel Stan        |
| 19  | Roménia | A       | Nicolae Zuluf      |

| N.º |         | Posição | Jogador            |
| --- | ------- | ------- | ------------------ |
| 20  | Roménia | M       | Sorin Ispir        |
| 21  | Roménia | M       | Augustin Chiriţă   |
| 23  | Roménia | D       | Stelian Isac       |
| 25  | Roménia | M       | Daniel Novac       |
| 27  | Roménia | G       | Cristian Stoicescu |
| 30  | Roménia | M       | Răzvan Avram       |
|     | Roménia | M       | Marian Aliuţă      |
|     | Roménia | D       | Joszef Lorincz     |
|     | Roménia | A       | Ciprian Prodan     |
|     | Roménia | G       | Barna Nagy         |
|     | Roménia | D       | Florin Ţîrcă       |
|     | Roménia | M       | Valentin Negru     |
|     | Roménia | A       | Valentin Simion    |
|     | Roménia | D       | Casian Maghici     |